# Larissa Sjusko
Larissa Sjusko (russisch Лариса Зюзько, engl. Transkription Larisa Zyuzko; * 27. April 1969) ist eine russische Marathonläuferin.
1994 wurde sie in Kaliningrad russische Marathon-Meisterin in 2:39:31 h. Im Jahr darauf wurde sie Sechste beim IAAF-Weltcup-Marathon und kam bei den Weltmeisterschaften in Göteborg auf den 24. Platz. 1996 wurde sie Fünfte beim Boston-Marathon und gewann den Ocean State Marathon in Warwick. 2002 gewann sie den Cleveland-Marathon und blieb als Dritte des Ocean State Marathons mit 2:29:42 h zum ersten Mal unter zweieinhalb Stunden. Im Jahr darauf wurde sie Elfte beim London-Marathon in 2:28:05 und belegte bei den Weltmeisterschaften in Paris/Saint-Denis den 25. Rang.
2004 wurde sie Vierte beim Paris- und Achte beim New-York-City-Marathon und 2005 jeweils Zweite beim Prag- und beim Dublin-Marathon. 2006 stellte sie als Zweite beim Rom-Marathon mit 2:26:26 ihre persönliche Bestzeit auf und wurde Dritte in Dublin. Nach zweiten Plätzen 2007 in Dublin und 2008 in Rom gelang es ihr im Herbst 2008, den Dublin-Marathon in 2:29:55 zu gewinnen.
Larissa Sjusko ist 1,68 m groß, wiegt 56 kg und lebt in Nowosibirsk. Sie wird von A. A. Schilkin trainiert.

## Persönliche Bestzeiten
- Halbmarathon: 1:11:34 h, 13. September 2003, Nowosibirsk
- Marathon: 2:26:26 h, 26. März 2006, Rom